# Marcillac-la-Croisille
Marcillac-la-Croisille è un comune francese di 859 abitanti situato nel dipartimento della Corrèze nella regione della Nuova Aquitania.

## Società

### Evoluzione demografica
Abitanti censiti